# Avec
Der Ausdruck avec (französisch „mit“) ist häufig auf schriftlichen Einladungen zu finden. Der Begriff bedeutet, dass die Einladung zu einem gesellschaftlichen Ereignis für zwei Personen gilt.

## Beispiel
Der Name der Begleitperson wird dabei nicht ausdrücklich auf der Einladungskarte genannt: „Der Botschafter der Bundesrepublik Deutschland beehrt sich, Frau Monika Mustermann avec zu einem Abendessen am Freitag, den 20. Juli 2012, in seine Residenz einzuladen.“

## Bedeutung
Der Ausdruck avec kann durch die deutschsprachige Formel und Begleitung bzw. mit Begleitung ersetzt werden.
Der Formel avec bedient sich der Gastgeber, wenn er bezüglich des genauen Namens der Begleitperson nicht sicher ist oder nicht weiß, ob der Eingeladene in einer Ehe- oder Lebenspartnerschaft steht.

## Etikette
Ist der Ehe- oder Lebenspartner verhindert oder bereits verstorben, so kommt als Begleitperson auch die Tochter/der Sohn, in selteneren Fällen die Mutter/der Vater in Betracht. In Zweifelsfällen sollte der Eingeladene mit dem Gastgeber vorherige Rücksprache halten, ob die angedachte Begleitperson opportun ist. Die Etikette erwartet es in jedem Fall, dass die Begleitperson in einem nahen persönlichen Verhältnis zu dem Eingeladenen steht. Unschicklich wäre es demnach, einen bloßen Freund zu der Veranstaltung mitzubringen.

## Redewendungen
Die substantivierte Form Avec verwendet man oft im Zusammenhang mit Sprichwörtern, z. B. „mit (einem) Avec“ (umgangssprachlich: „mit Schwung“).